# Cangkudu
Cangkudu is een bestuurslaag in het regentschap Tangerang van de provincie Banten, Indonesië. Cangkudu telt 14.832 inwoners (volkstelling 2010).